# آلامبی هایتس
آلامبی هایتس (به انگلیسی: Allambie Heights) یک حومه شهر در استرالیا است که در نیو ساوت ولز واقع شده‌است.